# Лаадан
Лаадан (англ. Láadan) — феміністична штучна мова, створена фантасткою та лінгвісткою Сюзетт Гейден Елджін в 1982 році, щоб з'ясувати, чи зможе мова, націлена на вираження думок жінки, сформувати культуру (згідно з гіпотезою Сепіра — Ворфа); також розглядалася теорія про те, що західні природні мови більш пристосовані для вираження думок чоловіків, ніж жінок (андроцентризм мов). Лаадан містить слова для усунення двозначності висловлювання, що розповідають про почуття мовчині (мовця) до того, про що вона (він) говорить. За словами Елджін, лаадан створена для боротьби з обмеженнями, що накладаються на жінок андроцентричними мовами (це не просто погляд на світ з чоловічої точки зору, а видача чоловічих нормативних уявлень і життєвих моделей за єдині універсальні соціальні норми та життєві моделі), через що вони змушені відповідати «Я знаю, що я сказала це, але я мала на увазі інше». 

## Алфавіт
a як у calm
e як у bell
i як у bit
o як у home
u як у dune
th як у think
zh як у pleasure
b, s, sh, m, n, l, r, w, y, h, d (як в английском)
lh — звук, відсутній в англійській мові, який відтворюють шляхом притиснення язика до піднебіння, відтягуючи куточки рота, як для посмішки, а потім вимовити «ш».
Тон: знак наголосу над голосною означає, що її високий тон. Для української це означає, що мовчиня (мовець) повинні трохи підвищити голос, як в наголошеному складі. З комп'ютерним програмним забезпеченням, яке не підтримує діакритичні знаки, використовуються великі літери: Láadan – LAadan.

## Граматика
Більшість пропозицій в лаадані містять три частки:
Частка мовленнєвого акту (Speech Act Morpheme) — завжди стоїть на початку речення і означає, що пропозиція є твердженням (bíi), питанням (báa), і так далі; у зв'язному мовленні чи на письмі ця частинка часто опускається. Існують такі частки: v  Bíi — Позначає оповідну пропозицію (необов'язкова).
v   Báa — Позначає питання
v   Bó — Позначає наказ; використовується рідко, в основному тільки при розмові з маленькими дітьми
v   Bóo — Позначає прохання; нейтрально-ввічлива форма наказу
v   Bé — Позначає обіцянку
v   Bée — Позначає попередження
v   Частка, що позначає час, стоїть на другому місці і позначає даний (ril), минулий (eril), або майбутній (aril) час, або припущення (wil); при відсутності тимчасової частки вважається, що вираз стоїть у тому ж часі, що і попередній.
v   Частка свідоцтва (Evidence Morpheme) — завжди стоїть у кінці розповідного речення і позначає надійність висловлювання. Існують такі частки: v wa — мовчиня знає про мовлене, бо особисто бачила, чула або ще як-небудь сприймала це;
v   wi — мовчиня знає про мовлене, бо це само собою зрозуміло;
v   we — говорить, що побачила це у сні;
v   wáa — мовчиня вважає це правдою, оскільки довіряє джерелу;
v   waá — мовчиня вважає це брехнею, бо не довіряє джерелу; якщо передбачаються злі наміри з боку джерела, частка має вигляд «waálh»;
v   wo — мовлене придумано, воно є припущенням;
v wóo — мовчиня не знає, чи істинне висловлювання, чи ні.
Порядок слів у лаадані — дієслово-підмет, пряме доповнення. Дієслова та прикметники взаємозамінні. Артиклі відсутні, прямий додаток позначається суфіксом -th або -eth. Множина позначається тільки префіксом me-, приєднується до дієслова. Частка ra, що йде після дієслова, робить його негативним. Частини складного речення з'єднуються часткою hé.
Лаадан є аглютинативною мовою: в ньому використовуються афікси для позначення різних почуттів і настроїв, які в природних мовах можуть бути позначені лише тоном або жестами.
| Афікс    | Значення                                                                              | Приклад                                                                |
| (-)lh(-) | відраза, неприязнь                                                                    | hahodimi: «приємно спантеличена»; hahodimilh: «неприємно спантеличена» |
| du-      | намагатися                                                                            | bíi eril dusháad le wa: «Я спробувала прийти»                          |
| dúu-     | марно намагатися                                                                      | bíi eril dúusháad le wa: «Я марно намагалася прийти»                   |
| ná-      | тривалість                                                                            | bíi eril dúunásháad le wa: «Я марно намагалася прийти»                 |
| -(e)tha  | природна(-ий) володар/ка                                                              | lalal betha: «молоко її матері»                                        |
| -(e)tho  | звичайна(-ий)/законна(-ий) володар/ка                                                 | ebahid letho: «мій чоловік»                                            |
| -(e)thi  | випадкова(-ий) володар/ка                                                             | losh nethi: «твої гроші (виграні в азартній грі)»                      |
| -(e)the  | володар/ка з невідомої причини                                                        | ana worulethe: «їжа кішок»                                             |
| -id      | позначає чоловічу стать (в іншому випадку стать або жіноча, або не важлива/не відома) | thul: «мати/батько»; thulid: «батько»                                  |

Частки мовленнєвого акту також можуть мати суфікси, які змінюють суть всієї фрази. Наприклад, bíi стоїть на початку твердження, а bíide стоїть на початку утвердження в рамках оповіді; bóoth позначає прохання, висловлене з болем; báada позначає жартівливе запитання.
Словник
lalen — гітара
lali — дощити
lam — здоров'я
lan — подруга / друг 
lanemid — собака
lash — байдужість
lawith — свята / святий
lehina — лілії (квітка, кущ)
lel — водорості
lili — бути вологою, мокрою / вологим, мокрим